# Mallochohelea scandinaviae
Mallochohelea scandinaviae är en tvåvingeart som först beskrevs av Clastrier 1962.  Mallochohelea scandinaviae ingår i släktet Mallochohelea och familjen svidknott. Inga underarter finns listade i Catalogue of Life.